# زوریتسا وویینوویچ
زوریتسا وویینوویچ (سیریلیک صربی: Зорица Војиновић؛ زادهٔ ۲۷ ژوئن ۱۹۵۸) بازیکن هندبال اهل یوگسلاوی بود.